# Plusiophaes lilacina
Plusiophaes lilacina là một loài bướm đêm trong họ Noctuidae.